# Tillandsia 'Calum'
Tillandsia 'Calum' es un  cultivar híbrido del género Tillandsia perteneciente a la familia  Bromeliaceae.
Es un híbrido creado en el año 1996 con la especie Tillandsia caput-medusae × Tillandsia brachycaulos.